# Marton Csokas
 (décembre 2020).
Si vous disposez d'ouvrages ou d'articles de référence ou si vous connaissez des sites web de qualité traitant du thème abordé ici, merci de compléter l'article en donnant les références utiles à sa vérifiabilité et en les liant à la section « Notes et références ».
Marton Csokas est un acteur néo-zélandais d'origine hongroise, né le 30 juin 1966 à Invercargill.

## Biographie

### Enfance
Csokas est né à Invercargill, en Nouvelle-Zélande. Sa mère, infirmière, est d'ascendance irlandaise et danoise et son père, lui aussi nommé Márton Csókás, est natif de Hongrie travaillant comme ingénieur mécanicien. Marton Csokas fait ses études au King's College, Auckland et les termine à Toi Whakaari, la principale école d'art dramatique de la Nouvelle-Zélande, en 1989.

### Carrière
Il est connu pour avoir interprété le rôle du seigneur Celeborn dans Le Seigneur des anneaux : La Communauté de l'anneau et Le Seigneur des anneaux : Le Retour du roi mais aussi Guy de Lusignan dans Kingdom of Heaven. Il était un membre récurrent de la série Xena, la guerrière. Il interprétait Borias, l'allié et ancien amour de Xena. Il a interprété Jarda dans La Mort dans la peau, et a aussi joué dans Qui a peur de Virginia Woolf ? (2007) ainsi que dans Peribáñez (2006) avec la Company B.
Marton Csokas s'est également illustré au théâtre, dans des pièces de Tom Stoppard et William Shakespeare dans les années 1990 en Nouvelle-Zélande et en Australie.

## Vie privée
Il a vécu avec l'actrice française Eva Green, rencontrée en 2005 sur le tournage de Kingdom of Heaven. En 2008, après trois ans de relation à longue distance, il part à Londres pour vivre avec elle. Ils se sont séparés en 2009.
Marton Csokas vit actuellement à Los Angeles, sur Venice Beach.

## Filmographie

### Télévision
- 1990 : Shark in the Park (série télévisée) : Terry Mercer
- 1992 : Ray Bradbury présente (série télévisée) : Sid
- 1992-1994 : Shortland Street (série télévisée) : Dr. Leonard Rossi-Dodds
- 1996 : Hercule, (série télévisée) : Tarlus
- 1996 : G.P. (série télévisée) : Mr Paul Deacon
- 1997-2001 : Xena, la guerrière (série télévisée) : Borias
- 1999 : Halifax f.p: Swimming with Sharks (téléfilm) : John Garth
- 1999 : All Saints (série télévisée) : Brother Thomas
- 1999 : Wildside (série télévisée) : Larry Lodans
- 1999 : Brigade des mers (série télévisée) : Robert Tremain
- 2000 : Farscape (série télévisée) : Br'Nee
- 2000 : The Three Stooges (téléfilm) de James Frawley : Ted Healy
- 2000 : BeastMaster, le dernier des survivants (série télévisée) : Qord
- 2000 : The Lost World (série télévisée) : Kenner
- 2001 : The Farm (série télévisée) : Adrian Beckett
- 2001 : Cleopatra 2525 (série télévisée) : Krider
- 2002 : Xena: Warrior Princess - A Friend in Need (téléfilm) : Borias
- 2012 : Falcon (série télévisée) : Javier Falcón
- 2013 : Rogue (série télévisée) : Jimmy Laszlo
- 2015 : Into the Badlands (série télévisée) : Quinn

### Cinéma
- 1994 : Jack Brown Genius de Tony Hiles : Dennis
- 1994 : A Game with No Rules de Scott Reynolds : Kane
- 1995 : Twilight of the Gods de Stewart Main : Soldat
- 1996 : Chicken de Grant Lahood
- 1996 : Broken English de Gregor Nicholas : Darko
- 1998 : Hurrah de Frank Shields : Raoul
- 2000 : Accidents de Paul Swadel : Chug
- 2000 : Cercle intime de Samantha Lang : Nick Maitland
- 2001 : Rain de Christine Jeffs : Cady
- 2001 : Le Seigneur des anneaux : La Communauté de l'anneau de Peter Jackson : Celeborn
- 2002 : Star Wars, épisode II : L'Attaque des clones de George Lucas : Poggle le Bref (voix)
- 2002 : xXx de Rob Cohen : Yorgi
- 2002 : Garage Days d'Alex Proyas : Shad Kern
- 2003 : Kangourou Jack de David McNally : Mr. Smith
- 2003 : Prisonniers du temps de Richard Donner : Sir William De Kere / William Decker
- 2003 : Le Seigneur des anneaux : Le Retour du roi de Peter Jackson : Celeborn
- 2004 : Evilenko de David Grieco : Vadim Timurouvic Lesiev
- 2004 : La Mort dans la peau de Paul Greengrass : Jarda
- 2005 : Asylum de David Mackenzie : Edgar Stark
- 2005 : Kingdom of Heaven de Ridley Scott : Guy de Lusignan
- 2005 : Le Grand raid de John Dahl : Captain Redding
- 2005 : Æon Flux de Karyn Kusama : Trevor Goodchild
- 2007 : Romulus, My Father de Richard Roxburgh : Hora
- 2010 : Alice au pays des merveilles de Tim Burton : Charles Kingsleigh
- 2010 : L'Arbre de Julie Bertuccelli : George Elrick
- 2010 : South Solitary de Shirley Barrett : Fleet
- 2010 : L'Âge de raison de Yann Samuell : Malcolm
- 2010 : L'Affaire Rachel Singer (The Debt) de John Madden : Stefan jeune
- 2011 : Dream House de Jim Sheridan : Jack Patterson
- 2012 : Dead Europe de Tony Krawitz : Nico
- 2012 : Abraham Lincoln, chasseur de vampires de Timur Bekmambetov : Jack Barts
- 2013 : Pawn de David A. Armstrong : Lieutenant Barnes
- 2014 : Noé de Darren Aronofsky : Lamech, le père de Noé
- 2014 : The Amazing Spider-Man : Le Destin d'un héros de Marc Webb : Dr Kafka
- 2014 : Equalizer (The Equalizer) d'Antoine Fuqua : Teddy / Nikolaï
- 2014 : Sin City : J'ai tué pour elle de Robert Rodriguez : Damien Lord
- 2016 : Loving de Jeff Nichols : le shérif Brooks
- 2016 : Dark Murders (Dark Crimes) d'Alexandros Avranas : Krystov Koslow
- 2017 : Voice from the Stone d'Eric D. Howell : Klaus Rivi
- 2017 : The Secret Man: Mark Felt (Mark Felt: The Man Who Brought Down the White House) de Peter Landesman : Patrick Gray
- 2021 : Le Dernier Duel (The Last Duel) de Ridley Scott : Crespin
- 2021 : Juniper : Robert
- 2022 : Chevalier de Stephen Williams : Marc-René de Montalembert
- 2023 : Freelance de Pierre Morel
- 2024 : Sleeping Dogs d'Adam Cooper : Dr Joseph Wieder
- 2024 : Shadow Land de James Bamford : Elliot Davrow
- 2024 : Cuckoo de Tilman Singer : Luis
- 2024 : Head South de Jonathan Ogilvie : Gordon

### Jeux vidéo
- 2011 : Green Lantern: Rise of the Manhunters : Sinestro (voix)

## Voix francophones

### En France
| - Boris Rehlinger dans : - L'Affaire Rachel Singer - Abraham Lincoln : Chasseur de vampires - Into the Badlands (série télévisée) - The Secret Man: Mark Felt - Divorce (série télévisée) - House of Spoils (en) - Sleeping Dogs - Thierry Ragueneau dans : - Xena, la guerrière (série télévisée) - Garage Days - Michel Papineschi dans : - Le Seigneur des anneaux : La Communauté de l'anneau - Le Seigneur des anneaux : Le Retour du roi - Julien Kramer dans : - Prisonniers du temps - La Mort dans la peau - Bernard Bollet dans : - Alice au pays des merveilles - Green Lantern : La Révolte des Manhunters (jeu vidéo) | - Pierre-François Pistorio dans : - The Amazing Spider-Man : Le Destin d'un héros - Voice from the Stone Et aussi - Pascal Germain dans Kangourou Jack - Alain Courivaud dans Kingdom of Heaven - Philippe Résimont dans Le Grand Raid - Guillaume Orsat dans Æon Flux - Thibault de Montalembert dans L'Arbre - Xavier Fagnon dans Dream House - Philippe Roullier dans Pawn - Féodor Atkine dans Equalizer - Raphaël Cohen dans Sin City : J'ai tué pour elle - Jérémie Covillault dans Noé - Julien Meunier dans Loving - Bruno Magne dans Le Dernier Duel - Lionel Tua dans Chevalier - Franck Dacquin dans Freelance |

### Au Québec
| - Daniel Picard dans : - L'Asile - Alice au pays des merveilles - Abraham Lincoln, chasseur de vampires - Noé - Le Justicier - Jacques Lavallée dans : - La Mort dans la peau - Æon Flux - Le Grand Raid | - Patrick Chouinard dans : - Solitaire (série télévisée) - Loving Et aussi - Luis de Cespedes dans xXx - Benoît Rousseau dans Prisonniers du temps - François Godin dans The Amazing Spider-Man : Le Destin d'un héros - Patrice Dubois dans Le Dernier Duel |